# カルデスモンホスファターゼ
カルデスモンホスファターゼ(Caldesmon-phosphatase、EC 3.1.3.55)は、以下の化学反応を触媒する酵素である。
カルデスモンリン酸 + 水{\displaystyle \rightleftharpoons }カルデスモン + リン酸
従って、この酵素の基質はカルデスモンリン酸と水の2つ、生成物はカルデスモンとリン酸の2つである。
この酵素は加水分解酵素に分類され、特にリン酸モノエステル結合に作用する。系統名は、カルデスモンリン酸 ホスホヒドロラーゼ(caldesmon-phosphate phosphohydrolase)である。SMP-I等とも呼ばれる。